# Comuna de Łagiewniki
Łagiewniki (polaco: Gmina Łagiewniki) é uma gminy (comuna) na Polónia, na voivodia de Baixa Silésia e no condado de Dzierżoniowski. A sede do condado é a cidade de Łagiewniki.
De acordo com os censos de 2004, a comuna tem 7284 habitantes, com uma densidade 58,5 hab/km².

## Área
Estende-se por uma área de 124,42 km², incluindo:
- área agricola: 73%
- área florestal: 19%

## Demografia
Dados de 30 de Junho 2004:
|                      | Total   | Total | Mulheres | Mulheres | Homens  | Homens |
| -------------------- | ------- | ----- | -------- | -------- | ------- | ------ |
|                      | pessoas | %     | pessoas  | %        | pessoas | %      |
| População            | 7284    | 100   | 3787     | 52       | 3497    | 48     |
| Densidade (pop./km²) | 58,5    | 100   | 30,4     | 30,4     | 28,1    | 28,1   |

De acordo com dados de 2002, o rendimento médio per capita ascendia a 1320,48 zł.